# Fara (gmina Bloke)
Fara – wieś w Słowenii, w gminie Bloke. W 2018 roku liczyła 58 mieszkańców.